# Челдак (деревня)
Челдак — деревня в Крутинском районе Омской области, в составе Шипуновского сельского поселения.

## История
Основана в 1726 г. В 1928 г. состояла из 106 хозяйств, основное население — русские. Центр Челдакского сельсовета Крутинского района Омского округа Сибирского края.

## Население
| 2010 |
| ---- |
| 6    |